# Vaddporing
Vaddporing (Anomoporia kamtschatica) är en svampart som först beskrevs av Erast Parmasto, och fick sitt nu gällande namn av Bondartseva 1972. Enligt Catalogue of Life ingår Vaddporing i släktet Anomoporia,  och familjen Fomitopsidaceae, men enligt Dyntaxa är tillhörigheten istället släktet Anomoporia,  och familjen Amylocorticiaceae. Arten är reproducerande i Sverige. Inga underarter finns listade i Catalogue of Life.